# Francesco Parravicini
Francesco Parravicini (Milano, 31 gennaio 1982) è un allenatore di calcio ed ex calciatore italiano, di ruolo centrocampista, tecnico del Sangiuliano City.

## Carriera

### Giocatore
Cresce nelle giovanili della Pro Sesto, che lo fa esordire in prima squadra a 17 anni nel 1999-2000. Passa due anni con la squadra lombarda totalizzando 42 presenze in Serie C2.
Per la stagione 2001-2002 viene acquistato dal Treviso in Serie C1, dove non riesce ad affermarsi come titolare anche a causa di un infortunio. In due anni scende in campo 30 volte e contribuisce alla promozione in Serie B della compagine veneta. Nelle due stagioni nella serie cadetta trova anche i primi due gol da professionista; nella stagione 2004-2005 salta solo 2 partite ed aiuta il Treviso a raggiungere una storica promozione in Serie A, arrivata grazie alla retrocessione del Genoa in Serie C1 per frode sportiva.
L'11 settembre 2005 arriva l'esordio in Serie A, in Treviso-Livorno (0-1). A 23 anni si impone come titolare fisso nella squadra, che non riesce ad evitare la retrocessione in Serie B, arrivata con diverse giornate d'anticipo. Tra i gol siglati, figura quello contro la Juventus nella gara persa 3-1. Il Treviso torna in Serie B ma lui non lo segue, venendo acquistato nell'estate 2006 dalla Fiorentina che poi, nell'ambito della trattativa per Santana, gira metà del cartellino al Palermo. Nel girone d'andata non trova molto spazio, giocando solo 207 minuti distribuiti in 8 partite.
Nel mercato di riparazione di gennaio 2007 passa in prestito al Parma, dove trova come allenatore Claudio Ranieri che gli dà subito fiducia: gioca infatti 15 partite, andando anche in gol in Udinese-Parma (3-3) con un tiro dalla distanza, e dando un contributo fondamentale alla salvezza dei gialloblù. Al termine della stagione il Palermo riscatta la seconda metà del giocatore dalla Fiorentina, e subito lo rivende al Parma per 1,5 milioni di euro dove rimane anche nella stagione 2008-2009 nonostante la retrocessione in Serie B. Il 2 febbraio 2009, ultimo giorno del calciomercato, passa all'Atalanta in uno scambio di prestiti che fa sì che arrivino in maglia gialloblù Antonino D'Agostino e Alessio Manzoni.
Il 26 giugno 2009 passa al Siena per un milione di euro. Con i toscani gioca una sola partita, peraltro da titolare, ovvero la quarta giornata di andata di campionato, persa per 4-1 in casa della Sampdoria, il 20 settembre 2009.
Il 9 luglio 2010 viene ufficializzato il suo passaggio in prestito al Livorno, dove chiude la stagione con 9 presenze.
Alla fine della stagione, scaduto il prestito, torna al Siena, che lo mette fuori rosa. Reintegrato, debutta in stagione nella partita vinta per 2-1 in trasferta contro il Cagliari e valevole per il quarto turno di Coppa Italia. In coppa gioca 4 partite complessive arrivando fino alla semifinale: per il Siena, che mai aveva superato gli ottavi, si tratta di un traguardo storico. Chiude la stagione anche con 9 presenze in campionato.
Il 31 agosto 2012, ultimo giorno di calciomercato, passa al Novara in Serie B. Segna il suo primo gol con la maglia dei piemontesi il 15 settembre 2012, al quarto minuto del primo tempo in Novara-Juve Stabia (1-1).
A partire dal 2005 la sua carriera è stata limitata dagli infortuni.

### Allenatore
Nella stagione 2015/2016 ricopre il ruolo di secondo allenatore nella Pro Sesto a Magoni e poi a Monaco. Nella stagione 2016-2017 entra nei quadri del settore giovanile della Pro Sesto, squadra dove aveva cominciato a giocare, come allenatore della Formazione Juniores. Nella stagione 2017/2018 assume la guida della Prima squadra che guiderà per 4 anni, il primo anno gioca fino all’ultimo per vincere il campionato, nella stagione 2018/2019 vince i play off di serie D contro il Mantova in finale e la società rinuncia alla Lega Pro. Nella stagione 2019/2020 vince il campionato di serie D e riporta la Pro Sesto in lega pro dopo 10 anni.Nella stagione 2020/2021 in Lega Pro,con la squadra neo promossa, per gran parte della stagione rimane in zona play off, e per alcune giornate nel girone di andata è in testa alla classifica.Nel girone di ritorno a causa del Covid, dove gran parte della squadra si ammala, la Pro Sesto perde qualche posizione in classifica. Quando mancano 5 giornate alla fine con la squadra ormai salva e fuori dalla zona play out, a causa di incomprensioni con parte della società viene inaspettatamente esonerato.
Nell'estate 2021 viene ingaggiato dal Renate ma per divergenze di vedute e per problemi familiari da le dimissioni dopo la prima giornata di campionato.
Il 3 luglio 2023 fa ritorno alla Pro Sesto. Viene esonerato il 22 gennaio 2024.
L'11 dicembre 2024 viene annunciato come nuovo allenatore del Sangiuliano City.

## Statistiche

### Presenze e reti nei club
| Stagione         | Squadra          | Campionato       | Campionato | Campionato | Coppe nazionali | Coppe nazionali | Coppe nazionali | Coppe continentali | Coppe continentali | Coppe continentali | Altre coppe | Altre coppe | Altre coppe | Totale | Totale |
| Stagione         | Squadra          | Comp             | Pres       | Reti       | Comp            | Pres            | Reti            | Comp               | Pres               | Reti               | Comp        | Pres        | Reti        | Pres   | Reti   |
| ---------------- | ---------------- | ---------------- | ---------- | ---------- | --------------- | --------------- | --------------- | ------------------ | ------------------ | ------------------ | ----------- | ----------- | ----------- | ------ | ------ |
| 1999-2000        | Pro Sesto        | C2               | 18         | 0          | CI              | -               | -               | -                  | -                  | -                  | -           | -           | -           | 18     | 0      |
| 2000-2001        | Pro Sesto        | C2               | 24         | 0          | CI              | -               | -               | -                  | -                  | -                  | -           | -           | -           | 24     | 0      |
| Totale Pro Sesto | Totale Pro Sesto | Totale Pro Sesto | 42         | 0          |                 | -               | -               |                    | -                  | -                  |             | -           | -           | 42     | 0      |
| 2001-2002        | Treviso          | C1               | 17+2       | 0          | CI              | 1               | 1               | -                  | -                  | -                  | -           | -           | -           | 20     | 1      |
| 2002-2003        | Treviso          | C1               | 13         | 0          | CI              | 1               | 0               | -                  | -                  | -                  | -           | -           | -           | 14     | 0      |
| 2003-2004        | Treviso          | B                | 28         | 2          | CI              | 0               | 0               | -                  | -                  | -                  | -           | -           | -           | 28     | 2      |
| 2004-2005        | Treviso          | B                | 38+2       | 0          | CI              | 3               | 0               | -                  | -                  | -                  | -           | -           | -           | 43     | 0      |
| 2005-2006        | Treviso          | A                | 29         | 2          | CI              | 1               | 0               | -                  | -                  | -                  | -           | -           | -           | 30     | 2      |
| Totale Treviso   | Totale Treviso   | Totale Treviso   | 125+4      | 4          |                 | 6               | 1               |                    | -                  | -                  |             | -           | -           | 135    | 5      |
| 2006-gen. 2007   | Palermo          | A                | 8          | 0          | CI              | 1               | 0               | CU                 | 5                  | 0                  | -           | -           | -           | 14     | 0      |
| gen.-giu. 2007   | Parma            | A                | 16         | 1          | CI              | -               | -               | CU                 | -                  | -                  | -           | -           | -           | 16     | 1      |
| 2007-2008        | Parma            | A                | 16         | 0          | CI              | 1               | 0               | -                  | -                  | -                  | -           | -           | -           | 17     | 0      |
| 2008-gen. 2009   | Parma            | B                | 1          | 0          | CI              | 0               | 0               | -                  | -                  | -                  | -           | -           | -           | 1      | 0      |
| Totale Parma     | Totale Parma     | Totale Parma     | 33         | 1          |                 | 1               | 0               |                    | -                  | -                  |             | -           | -           | 34     | 1      |
| gen.-giu. 2009   | Atalanta         | A                | 8          | 0          | CI              | -               | -               | -                  | -                  | -                  | -           | -           | -           | 8      | 0      |
| 2009-2010        | Siena            | A                | 1          | 0          | CI              | 0               | 0               | -                  | -                  | -                  | -           | -           | -           | 1      | 0      |
| 2010-2011        | Livorno          | B                | 9          | 0          | CI              | 1               | 0               | -                  | -                  | -                  | -           | -           | -           | 10     | 0      |
| 2011-2012        | Siena            | A                | 9          | 0          | CI              | 4               | 0               | -                  | -                  | -                  | -           | -           | -           | 13     | 0      |
| Totale Siena     | Totale Siena     | Totale Siena     | 10         | 0          |                 | 4               | 0               |                    | -                  | -                  |             | -           | -           | 14     | 0      |
| 2012-2013        | Novara           | B                | 11+1       | 1          | CI              | -               | -               | -                  | -                  | -                  | -           | -           | -           | 12     | 1      |
| 2013-2014        | Novara           | B                | 3          | 0          | CI              | 1               | 0               | -                  | -                  | -                  | -           | -           | -           | 4      | 0      |
| 2014-2015        | Novara           | C                | 0          | 0          | CI+CI-LP        | 0               | 0               | -                  | -                  | -                  | SLP         | 0           | 0           | 0      | 0      |
| Totale Novara    | Totale Novara    | Totale Novara    | 14+1       | 1          |                 | 1               | 0               |                    | -                  | -                  |             | -           | -           | 16     | 1      |
| Totale carriera  | Totale carriera  | Totale carriera  | 224+5      | 6          |                 | 12              | 0               |                    | 5                  | 0                  |             | -           | -           | 246    | 6      |

### Statistiche da allenatore
Statistiche aggiornate al 4 maggio 2025.
| Stagione            | Squadra          | Campionato       | Campionato | Campionato | Campionato | Campionato | Coppe nazionali | Coppe nazionali | Coppe nazionali | Coppe nazionali | Coppe nazionali | Coppe continentali | Coppe continentali | Coppe continentali | Coppe continentali | Coppe continentali | Altre coppe | Altre coppe | Altre coppe | Altre coppe | Altre coppe | Totale | Totale | Totale | Totale | % Vittorie | Piazzamento |
| Stagione            | Squadra          | Comp             | G          | V          | N          | P          | Comp            | G               | V               | N               | P               | Comp               | G                  | V                  | N                  | P                  | Comp        | G           | V           | N           | P           | G      | V      | N      | P      | %          | Piazzamento |
| ------------------- | ---------------- | ---------------- | ---------- | ---------- | ---------- | ---------- | --------------- | --------------- | --------------- | --------------- | --------------- | ------------------ | ------------------ | ------------------ | ------------------ | ------------------ | ----------- | ----------- | ----------- | ----------- | ----------- | ------ | ------ | ------ | ------ | ---------- | ----------- |
| 2017-2018           | Pro Sesto        | D                | 38         | 20         | 7          | 11         | CI-D            | 1               | 0               | 1               | 0               | -                  | -                  | -                  | -                  | -                  | -           | -           | -           | -           | -           | 39     | 20     | 8      | 11     | 51,28      | 5º          |
| 2018-2019           | Pro Sesto        | D                | 34+2       | 21+2       | 6          | 7          | CI-D            | 1               | 0               | 1               | 0               | -                  | -                  | -                  | -                  | -                  | -           | -           | -           | -           | -           | 37     | 23     | 7      | 7      | 62,16      | 3º          |
| 2019-2020           | Pro Sesto        | D                | 27         | 16         | 6          | 5          | CI-D            | 2               | 0               | 1               | 1               | -                  | -                  | -                  | -                  | -                  | -           | -           | -           | -           | -           | 29     | 16     | 7      | 6      | 55,17      | 1º (prom.)  |
| 2020-mar. 2021      | Pro Sesto        | C                | 33         | 9          | 11         | 13         | -               | -               | -               | -               | -               | -                  | -                  | -                  | -                  | -                  | -           | -           | -           | -           | -           | 33     | 9      | 11     | 13     | 27,27      | Eson.       |
| ago. 2021           | Renate           | C                | 1          | 0          | 0          | 1          | CI-C            | 1               | 0               | 0               | 1               | -                  | -                  | -                  | -                  | -                  | -           | -           | -           | -           |             | 2      | 0      | 0      | 2      | &0,00      | Dimiss.     |
| 2023-gen. 2024      | Pro Sesto        | C                | 22         | 3          | 8          | 11         | CI-C            | 1               | 0               | 0               | 1               | -                  | -                  | -                  | -                  | -                  | -           | -           | -           | -           |             | 23     | 3      | 8      | 12     | 13,04      | Eson.       |
| Totale Pro Sesto    | Totale Pro Sesto | Totale Pro Sesto | 156        | 71         | 38         | 47         |                 | 5               | 0               | 3               | 2               |                    |                    |                    |                    |                    |             |             |             |             |             | 161    | 71     | 41     | 49     | 44,10      |             |
| dic. 2024-mag. 2025 | Sangiuliano City | D                | 21         | 5          | 7          | 9          | CI-D            | -               | -               | -               | -               | -                  | -                  | -                  | -                  | -                  | -           | -           | -           | -           |             | 21     | 5      | 7      | 9      | 23,81      | Sub., 15º   |
| Totale carriera     | Totale carriera  | Totale carriera  | 178        | 76         | 45         | 57         |                 | 6               | 0               | 3               | 3               |                    |                    |                    |                    |                    |             |             |             |             |             | 184    | 76     | 48     | 60     | 41,30      |             |

## Palmarès

### Giocatore

#### Competizioni nazionali
- Lega Pro: 1

Novara: 2014-2015 (girone A)
- Supercoppa di Lega Pro: 1

Novara: 2015

### Allenatore

#### Competizioni interregionali
- Serie D: 1

Pro Sesto: 2019-2020 (girone B)